# Locomotiva prussiana G 7.1
La locomotiva prussiana G 7.1 era una locomotiva a vapore per servizio merci delle ferrovie statali della Prussia a quattro assi accoppiati, a 2 cilindri esterni e a semplice espansione.

## Storia
Le locomotive iniziarono ad essere costruite, per conto delle KPEV (Koniglich Preussische Eisenbahnverwaltung), le ferrovie statali prussiane, a partire dal 1893 su progetto della fabbrica di locomotive a vapore Stettiner Maschinenbau AG Vulcan di Stettino; in seguito le ordinazioni vennero estese ad altre fabbriche. Venne utilizzata per ragioni di unificazione la stessa caldaia che equipaggiava le G 5.1.
Le locomotive furono concepite per i servizi merci gravosi sulle linee dal profilo planimetrico difficile. Già nel 1909 ne erano state fornite oltre mille unità che allo scoppio della prima guerra mondiale trovarono esteso impiego nei servizi ferroviari a carattere militare. Data la loro già provata robustezza, unita a semplicità manutentiva tra 1916 e 1917 ne vennero ordinate e costruite ulteriori 200 G  unità. Dal 1916 anche la k.u.k. Heeresbahn nell'impero d'Austria ebbe fornite 35 macchine che venne classificate come gruppo 274 e previste per l'uso sullo scartamento largo della Russia.  Anche la ferrovia Lubecca-Büchen acquistò tre locomotive G 7.1 costruite nel 1898 dalla Berliner Maschinenbau Schwartzkopff. Altre sette unità vennero acquistate dalla società mineraria Gutehoffnungshütte. Le Ferrovie del Palatinato misero in servizio 27 macchine che furono immatricolate come Palatine G 4.I basate sullo stesso progetto G 7.1.
Alla fine della prima guerra mondiale, a causa della sconfitta della Germania, molte locomotive del gruppo vennero assegnate ad altre ferrovie, tra cui le Ferrovie dello Stato italiane che le assegnarono al gruppo FS 421.
Nel 1923 le Deutsche Reichsbahn incorporarono oltre 650 ex-Prussiane nel loro parco e dal 1925 le classificarono come DRG 55 001–660. Nel 1935 altre 13 unità provenienti dalla ferrovia della Saar e 1 dalla Francia furono incorporate nel gruppo 55 ai numeri 661-673 e 674; alle 3 G 7.1 della Lübeck-Büchen, in seguito all'Anschluss, furono assegnati nel 1938 i numeri 55 681–683.
Nel corso della seconda guerra mondiale 105 unità polacche vennero incorporate nel parco delle ferrovie del Reich dando loro i numeri di altrettante G 7 demolite o distrutte. Alle G 7.1 delle ferrovie della Lituania furono assegnati i numeri 55 274 e 55 691-694.
Nel dopoguerra le locomotive rimaste in carico alla Deutsche Bundesbahn furono utilizzate fino al 1957 nei servizi di manovra pesante. Nelle Deutsche Reichsbahn della Germania Est l'ultima G 7.1 venne accantonata intorno al 1966.
La carriera delle 16 unità pervenute, nel 1919, in conto riparazioni di guerra alle FS e incorporate nel gruppo 421 fu più breve. Terminarono il loro servizio verso la fine degli anni trenta; vennero accantonate e in seguito demolite.

## Caratteristiche tecniche
La locomotiva fu una delle prime prussiane ad essere costruita con il rodiggio D (0-4-0); era una macchina a 2 cilindri esterni a semplice espansione con distribuzione del tipo Allan interna al telaio.
La locomotiva era costituita da un carro su cui erano disposte le quattro ruote motrici accoppiate del diametro di 1.250 mm. Allo scopo di facilitare l'inscrizione in curva il secondo e il quarto asse erano in grado di traslare trasversalmente mentre il terzo asse aveva il bordino di spessore ridotto. Sul carro poggiava la caldaia per la produzione di vapore. Alla locomotiva era accoppiato un tender a tre assi della lunghezza di 6,25 m con ruote del diametro di 1.000 mm di tipo 3 T 12 o 3 T 16.5 (quest'ultimo costruito tra 1916-17).
La potenza continuativa sviluppata, a 40 km/orari, permetteva il traino di treni di 1400 t in piano e ben 400 t su pendenze del 10 per mille.

## Locomotive preservate
- Locomotiva 55.669, accantonata nel 1964 ed esposta al Dresden Transport Museum di Dresda.
- Locomotive 55.196, 393, 400, 493 e 553 rimaste in Austria dopo la seconda guerra mondiale alle ÖBB; incorporate come ÖBB 655.